# Vojaiol
Vojaiol (en rus: Вожаёль) és un poble (un possiólok) de la República de Komi, a Rússia, segons el cens del 2010 tenia 135 habitants.